# Farba sitodrukowa
Farba sitodrukowa to rodzaj farby drukowej, stosowanej w technice druku zwanej sitodrukiem.

## Rodzaj farb sitodrukowych
Biorąc pod uwagę sposób utrwalania się farby i jej skład można wyróżnić farby:
- rozpuszczalnikowe
- wodne
- utrwalane promieniami UV
- olejowe
- chemoutwardzalne
- specjalne[1].